# Fleur de gypse

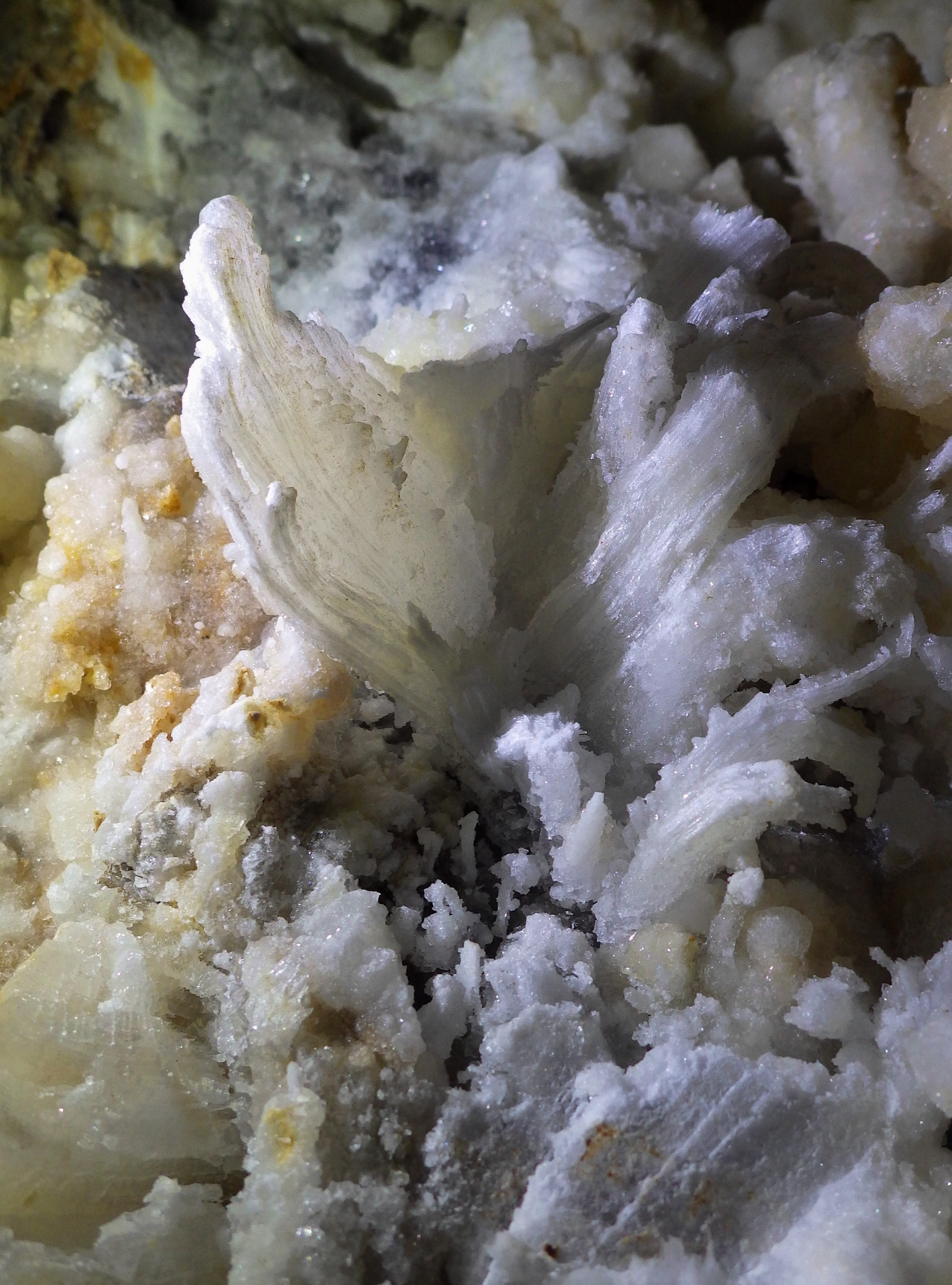
Fleur de gypse.

Une fleur de gypse est une concrétion de gypse (ou sulfate de calcium hydraté : CaSO4·2H2O) en forme de fleur, forme de spéléothème, que l'on peut rencontrer dans certaines grottes dont les conditions se prêtent à la formation de gypse. Ces concrétions sont extrêmement fragiles et se brisent souvent quand on les touche.
Ce type de concrétion peut également se former à partir d'autres minéraux que le gypse.

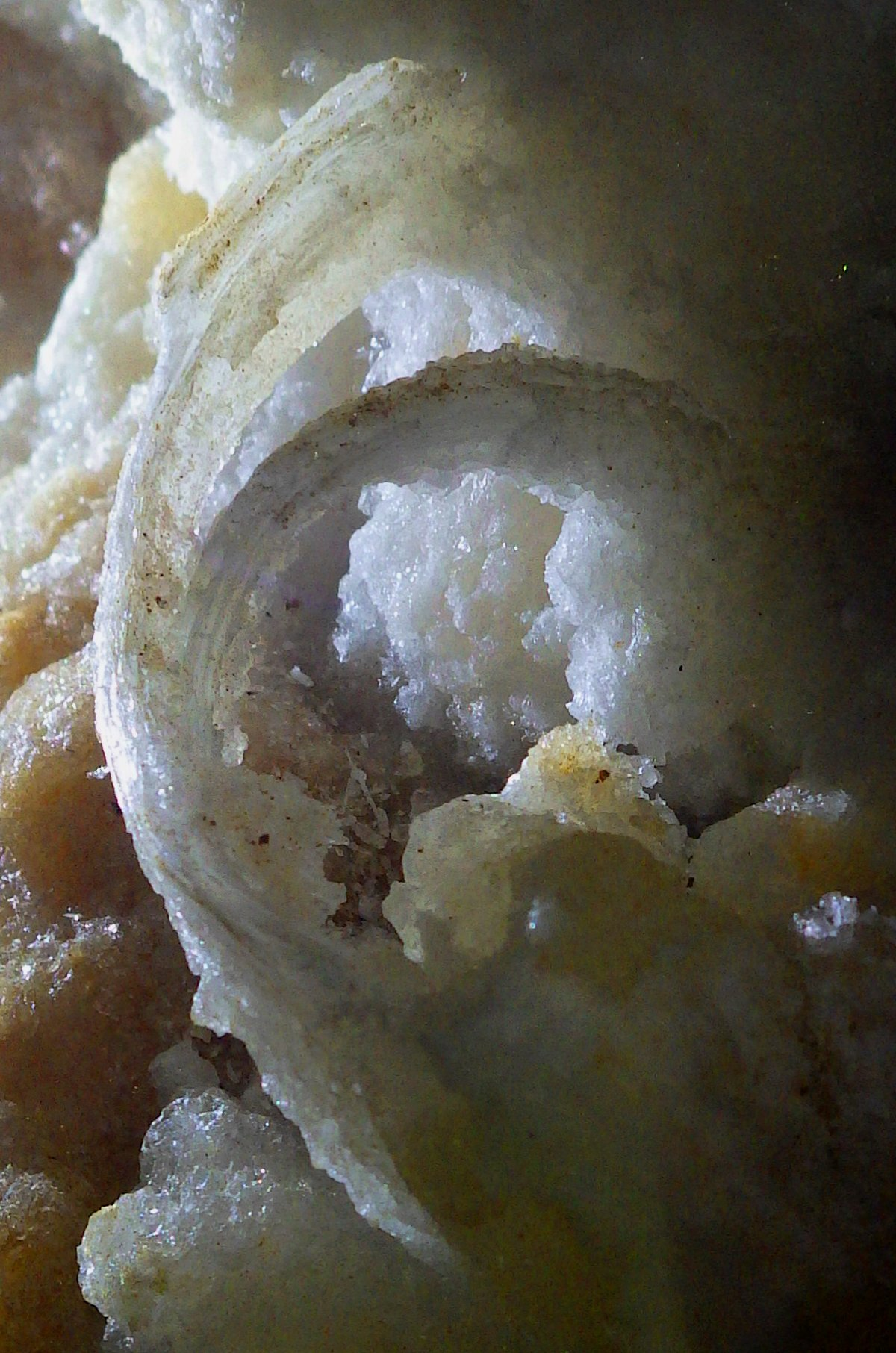
Fleur de gypse en forme d'arc.